# Pesissimo!
Pesissimo! è il quarto album in studio del gruppo musicale italiano Skiantos, pubblicato nel 1980.

## Il disco
Pubblicato nel 1980 dalla Cramps Records in formato LP e musicassetta con numero di catalogo CRSLP 5205-803, è il disco meglio riuscito sotto la guida di Stefano "Sbarbo" Cavedoni e segna l'uscita dal gruppo di Roberto "Freak" Antoni e di Fabio "Dandy Bestia" Testoni.
La band poco dopo resta in stand by per un breve periodo per poi risorgere parzialmente sotto la guida di Cavedoni, con il reintegro di Antoni e Testoni associati.
Pesissimo! fu ristampato su CD nel 2005 su etichetta Latlantide con l'aggiunta di alcuni remix del 1980/1982/2005, una versione live di Non ti sopporto più (canzone dell'album Kinotto) e di una traccia rom. 
La canzone X agosto è tratta dalla poesia di Giovanni Pascoli con alcune varianti nel testo. Ragazzo di strada è invece una cover di I Ain't No Miracle Worker dei Brogues nella versione cantata dai Corvi.

## Tracce
1. Mammaz
2. Fat Girl
3. Bubble
4. Sono veloce
5. Ehi sbarbo
6. Sollievo
7. Tu ci tieni
8. Ragazzo di strada
9. X agosto
10. Nero Blues
11. Non so cosa fare
12. Pestone Don't Cry
13. Ailaik tutti fatti

(bonus tracks presenti nell'edizione su CD del 2005)
1. Sgommavo sul piazzale (Peso Remix 2005)
2. Pestone Don't Cry (Peso Remix 2005)
3. Non ti sopporto più (live 1980)
4. Babbo Rock (Classicmix 1982)
5. Riformato (Classicmix 1982)
6. Sgommavo sul piazzale (Classicmix 1982)
7. Traccia rom multimediale

## Formazione
- Stefano "Sonny Strano alias Sbarbo" Cavedoni - voce
- Linda Linetti in De Lirio - voce, trombone in Nero Blues
- Andrea "Andy Bellombrosa" Dalla Valle - chitarra elettrica
- Gianni "Lo Grezzo" Bolelli - chitarra selvaggia
- Franco "Frankie Grossolani" Villani - basso
- Leonardo "Tormento Pestoduro" Ghezzi - batteria

Altri musicisti
- Roberto "Freak" Antoni - voce in Babbo Rock e Riformato
- Fabio "Dandy Bestia" Testoni - chitarra elettrica in Sgommavo sul piazzale (Peso Remix 2005), Babbo Rock, Riformato e Sgommavo sul piazzale (Classicmix 1982)
- Jimmy Villotti - chitarra elettrica in Mammaz
- Colossus - sassofono in Bubble